# Aulus Caecilius Faustinus
Aulus Caecilius Faustinus est un sénateur romain des Ier et IIe siècles. Il est consul suffect en 99.

## Biographie
Sous Trajan, en l'an 99, il est consul suffect puis gouverneur comme légat d'Auguste propréteur en Mésie inférieure entre 103/104 et 105, entre les deux guerres daciques de Trajan. Il y succède à Quintus Fabius Postuminus et est lui-même remplacé par Lucius Fabius Iustus. Il est ensuite légat en Pannonie supérieure.
En 115/116, il est proconsul d'Afrique.